# Lista odcinków serialu W garniturach
W garniturach (ang. Suits) to amerykański serial, wyprodukowany przez Universal Cable Productions i emitowany w stacji USA Network od 23 czerwca 2011 roku do 25 września 2019  roku. Powstało 9 serii, które łącznie składają się z 134 odcinków.
W Polsce serial premierowo był emitowany przez Canal+, Canal+ Film oraz Canal+ Seriale. Od 31 maja 2013 roku  emitowany był także na kanale FOX (serie 1-2), a od 20 maja 2014 również przez TVP1 (tylko pierwszy sezon).
Serial dostępny jest również na platformie Netflix (9 sezonów).

## Przegląd sezonów
| Sezon | Sezon | Odcinki | Odcinki          | Premierowa emisja (USA Network) | Premierowa emisja (USA Network) | Premierowa emisja    | Premierowa emisja    | Premierowa emisja |
| Sezon | Sezon | Odcinki | Odcinki          | Premiera                        | Finał                           | Premiera             | Finał                | Dystrybucja       |
| ----- | ----- | ------- | ---------------- | ------------------------------- | ------------------------------- | -------------------- | -------------------- | ----------------- |
|       | 1     | 12      | 12               | 23 czerwca 2011                 | 8 września 2011                 | 23 lutego 2012       | 5 kwietnia 2012      | Canal+ Polska     |
|       | 2     | 16      | 10               | 14 czerwca 2012                 | 23 sierpnia 2012                | 15 listopada 2012    | 17 stycznia 2013     | Canal+ Polska     |
| 6     | 2     | 16      | 17 stycznia 2013 | 21 lutego 2013                  | 16 maja 2013                    | 22 czerwca 2013      | Canal+ Film          |                   |
|       | 3     | 16      | 10               | 16 lipca 2013                   | 17 września 2013                | 10 lipca 2014        | 11 września 2014     | Canal+ Polska     |
| 6     | 3     | 16      | 6 marca 2014     | 10 kwietnia 2014                | 18 września 2014                | 23 października 2014 |                      | Canal+ Polska     |
|       | 4     | 16      | 10               | 11 czerwca 2014                 | 20 sierpnia 2014                | 17 września 2015     | 15 października 2015 | Canal+ Polska     |
| 6     | 4     | 16      | 28 stycznia 2015 | 4 marca 2015                    | 22 października 2015            | 5 listopada 2015     |                      | Canal+ Polska     |
|       | 5     | 16      | 10               | 24 czerwca 2015                 | 26 sierpnia 2015                | 10 lipca 2016        | 7 sierpnia 2016      | Canal+ Seriale    |
| 6     | 5     | 16      | 27 stycznia 2016 | 2 marca 2016                    | 14 sierpnia 2016                | 28 sierpnia 2016     |                      | Canal+ Seriale    |
|       | 6     | 16      | 10               | 13 lipca 2016                   | 14 września 2016                | 2 maja 2017          | 30 maja 2017         | Canal+ Seriale    |
| 6     | 6     | 16      | 25 stycznia 2017 | 1 marca 2017                    | 6 czerwca 2017                  | 20 czerwca 2017      |                      | Canal+ Seriale    |
|       | 7     | 16      | 10               | 12 lipca 2017                   | 13 września 2017                | 12 lipca 2019        | 12 lipca 2019        | Netflix Polska    |
| 6     | 7     | 16      | 28 marca 2018    | 25 kwietnia 2018                | 28 marca 2020                   | 28 marca 2020        |                      | Netflix Polska    |
|       | 8     | 16      | 10               | 18 lipca 2018                   | 19 września 2018                | 18 lipca 2020        | 18 lipca 2020        | Netflix Polska    |
| 6     | 8     | 16      | 23 stycznia 2019 | 27 lutego 2019                  | 23 stycznia 2021                | 23 stycznia 2021     |                      | Netflix Polska    |
|       | 9     | 10      | 10               | 17 lipca 2019                   | 25 września 2019                | 17 lipca 2021        | 17 lipca 2021        | Netflix Polska    |

## Sezon 1 (2011)
| Nr | #  | Tytuł                | Polski tytuł                                        | Reżyseria          | Scenariusz     | Premiera (USA Network) | Premiera w Polsce (Canal+) |
| -- | -- | -------------------- | --------------------------------------------------- | ------------------ | -------------- | ---------------------- | -------------------------- |
| 1  | 1  | Pilot (Part 1-2)     | Pilot (Część 1-2) (Netflix)                         | Kevin Bray         | Aaron Korsh    | 23 czerwca 2011        | 23 lutego 2012             |
| 2  | 2  | Errors and Omissions | Błędy i pomyłki Błędy i zaniedbania (Netflix)       | John Scott         | Sean Jablonski | 30 czerwca 2011        | 1 marca 2012               |
| 3  | 3  | Inside Track         | Tor z przeszkodami Dojścia (Netflix)                | Kevin Bray         | Aaron Korsh    | 7 lipca 2011           | 1 marca 2012               |
| 4  | 4  | Dirty Little Secrets | Brzydkie sekrety                                    | Dennie Gordon      | Jon Cowan      | 14 lipca 2011          | 8 marca 2012               |
| 5  | 5  | Bail Out             | Kaucja                                              | Kate Woods         | Ethan Drogin   | 21 lipca 2011          | 8 marca 2012               |
| 6  | 6  | Tricks of the Trade  | Sztuczki                                            | Terry McDonough    | Rick Muirragui | 28 lipca 2011          | 15 marca 2012              |
| 7  | 7  | Play The Man         | Proces pozorowany Skup się na przeciwniku (Netflix) | Tim Matheson       | Erica Lopez    | 4 sierpnia 2011        | 15 marca 2012              |
| 8  | 8  | Identity Crisis      | Kryzys tożsamości                                   | Norberto Barba     | Ethan Drogin   | 11 sierpnia 2011       | 22 marca 2012              |
| 9  | 9  | Undefeated           | Niepokonany                                         | Felix Alcala       | Rick Muirragui | 18 sierpnia 2011       | 22 marca 2012              |
| 10 | 10 | The Shelf Life       | W uśpieniu                                          | Jennifer Getzinger | Sean Jablonski | 25 sierpnia 2011       | 29 marca 2012              |
| 11 | 11 | Rules of the Game    | Zasady gry                                          | Mike Smith         | Jon Cowan      | 1 września 2011        | 29 marca 2012              |
| 12 | 12 | Dog Fight            | Walka psów Walka (Netflix)                          | Kevin Bray         | Aaron Korsh    | 8 września 2011        | 5 kwietnia 2012            |

## Sezon 2 (2012-2013)
| Nr | #  | Tytuł              | Polski tytuł                                                             | Reżyseria           | Scenariusz         | Premiera (USA Network) | Premiera w Polsce (Canal+/Canal+ Film) |
| -- | -- | ------------------ | ------------------------------------------------------------------------ | ------------------- | ------------------ | ---------------------- | -------------------------------------- |
| 13 | 1  | She Knows          | Ona wie / Ona już wie                                                    | Michael Smith       | Aaron Korsh        | 14 czerwca 2012        | 15 listopada 2012                      |
| 14 | 2  | The Choice         | Wybór                                                                    | Kevin Bray          | Jon Cowan          | 21 czerwca 2012        | 22 listopada 2012                      |
| 15 | 3  | Meet the New Boss  | Poznajcie nowego szefa                                                   | Michael Smith       | Erica Lopez        | 28 czerwca 2012        | 29 listopada 2012                      |
| 16 | 4  | Discovery          | Odkrycie                                                                 | Kevin Bray          | Daniel Arkin       | 12 lipca 2012          | 6 grudnia 2012                         |
| 17 | 5  | Break Point        | Punkt zwrotny Przełamanie (Netflix)                                      | Christopher Misiano | Ethan Drogin       | 19 lipca 2012          | 13 grudnia 2012                        |
| 18 | 6  | All In             | Za wszystko / Na całość Stawiam wszystko (Netflix)                       | John Scott          | Karla Nippi        | 26 lipca 2012          | 20 grudnia 2012                        |
| 19 | 7  | Sucker Punch       | Cios bez ostrzeżenia / Cios, który zwala z nóg Bez ostrzeżenia (Netflix) | Adam Davidson       | Genavieve Sparling | 2 sierpnia 2012        | 27 grudnia 2012                        |
| 20 | 8  | Rewind             | Retrospekcja                                                             | Felix Alcala        | Rick Muirragui     | 9 sierpnia 2012        | 3 stycznia 2013                        |
| 21 | 9  | Asterisk           | Odsyłacz Niezasłużenie (Netflix)                                         | Jennifer Getzinger  | Justin Peacock     | 16 sierpnia 2012       | 10 stycznia 2013                       |
| 22 | 10 | High Noon          | W samo południe Ostateczne rozstrzygnięcie (Netflix)                     | Kevin Bray          | Erica Lipez        | 23 sierpnia 2012       | 17 stycznia 2013                       |
| 23 | 11 | Blind-Sided        | Wypadek / Zaślepiony                                                     | David Platt         | Ethan Drogin       | 17 stycznia 2013       | 16 maja 2013                           |
| 24 | 12 | Blood in the Water | Ciemne chmury / Krew w wodzie Na pastwę drapieżników (Netflix)           | Roger Kumble        | Genavieve Sparling | 24 stycznia 2013       | 23 maja 2013                           |
| 25 | 13 | Zane Vs. Zane      | Zane przeciwko Zane / Zane kontra Zane                                   | Nicole Kassell      | Aaron Korsh        | 31 stycznia 2013       | 1 czerwca 2013                         |
| 26 | 14 | He's Back          | Powrót Hardmana To jeszcze nie koniec (Netflix)                          | Kevin Bray          | Aaron Korsh        | 7 lutego 2013          | 8 czerwca 2013                         |
| 27 | 15 | Normandy           | Normandia                                                                | Terry McDonough     | Jon Cowan          | 14 lutego 2013         | 15 czerwca 2013                        |
| 28 | 16 | War                | Wojna                                                                    | John Scott          | Aaron Korsh        | 21 lutego 2013         | 22 czerwca 2013                        |

## Sezon 3 (2013-2014)
| Nr | #  | Tytuł                 | Polski tytuł                    | Reżyseria           | Scenariusz                | Premiera (USA Network) | Premiera w Polsce (Canal+) |
| -- | -- | --------------------- | ------------------------------- | ------------------- | ------------------------- | ---------------------- | -------------------------- |
| 29 | 1  | The Arrangement       | Umowa                           | Christopher Misiano | Aaron Korsh               | 16 lipca 2013          | 10 lipca 2014              |
| 30 | 2  | I Want You to Want Me | Kochać znaczy umieć wybaczyć    | Roger Kumble        | Jon Cowan                 | 23 lipca 2013          | 17 lipca 2014              |
| 31 | 3  | Unfinished Business   | Niewyrównane rachunki           | Anton Cropper       | Ethan Drogin              | 30 lipca 2013          | 24 lipca 2014              |
| 32 | 4  | Conflict of Interest  | Konflikt interesów              | Michael Smith       | Daniel Arkin              | 6 sierpnia 2013        | 31 lipca 2014              |
| 33 | 5  | Shadow of a Doubt     | Cień wątpliwości                | Felix Alcala        | Genevieve Sparling        | 13 sierpnia 2013       | 7 sierpnia 2014            |
| 34 | 6  | The Other Time        | Stare czasy                     | John S. Scott       | Rick Muirragui            | 20 sierpnia 2013       | 14 sierpnia 2014           |
| 35 | 7  | She's Mine            | Kot jest mój                    | Anton Cropper       | Paul Redford              | 27 sierpnia 2013       | 21 sierpnia 2014           |
| 36 | 8  | End Game              | Szach i mat                     | Michael Smith       | Justin Peacock            | 3 września 2013        | 28 sierpnia 2014           |
| 37 | 9  | Bad Faith             | W złej wierze                   | Christopher Misiano | Ethan Drogin              | 10 września 2013       | 4 września 2014            |
| 38 | 10 | Stay                  | Zostań                          | Kevin Bray          | Rick Muirragui            | 17 września 2013       | 11 września 2014           |
| 39 | 11 | Buried Secrets        | Pogrzebane sekrety              | Cherie Nowlan       | Erica Lipez               | 6 marca 2014           | 18 września 2014           |
| 40 | 12 | Yesterday's Gone      | Co było, nie wróci              | Anton Cropper       | Genevieve Sparling        | 13 marca 2014          | 25 września 2014           |
| 41 | 13 | Moot Point            | Rewanż                          | Kevin Bray          | Daniel Arkin              | 20 marca 2014          | 2 października 2014        |
| 42 | 14 | Heartburn             | Problemy z sercem               | James Whitmore, Jr. | Aaron Korsh, Erica Lipez  | 27 marca 2014          | 9 października 2014        |
| 43 | 15 | Know When to Fold 'Em | Trzeba wiedzieć, kiedy odpuścić | Anton Cropper       | Jon Cowan                 | 3 kwietnia 2014        | 16 października 2014       |
| 44 | 16 | No Way Out            | Bez wyjścia                     | Michael Smith       | Aaron Korsh, Daniel Arkin | 10 kwietnia 2014       | 23 października 2014       |

## Sezon 4 (2014-2015)
| Nr | #  | Tytuł                       | Polski tytuł                 | Reżyseria           | Scenariusz                                    | Premiera (USA Network) | Premiera w Polsce (Canal+) |
| -- | -- | --------------------------- | ---------------------------- | ------------------- | --------------------------------------------- | ---------------------- | -------------------------- |
| 45 | 1  | One-Two-Three Go…           | Trzy, dwa, jeden, start      | Anton Cropper       | Aaron Korsh                                   | 11 czerwca 2014        | 17 września 2015           |
| 46 | 2  | Breakfast, Lunch and Dinner | Śniadanie, obiad i kolacja   | Roger Kumble        | Genevieve Sparling                            | 18 czerwca 2014        | 17 września 2015           |
| 47 | 3  | Two in the Knees            | Poniżej pasa                 | Anton Cropper       | Chris Downey                                  | 25 czerwca 2014        | 24 września 2015           |
| 48 | 4  | Leveraged                   | Zadłużenie                   | Kevin Bray          | Nora Zuckerman, Lilla Zuckerman               | 9 lipca 2014           | 24 września 2015           |
| 49 | 5  | Pound of Flesh              | Nie więcej niż pół kilograma | Christopher Misiano | Daniel Arkin                                  | 16 lipca 2014          | 1 października 2015        |
| 50 | 6  | Litt the Hell Up            | Bez Litt-ości                | Silver Tree         | Rick Muirragui                                | 23 lipca 2014          | 1 października 2015        |
| 51 | 7  | We're Done                  | Z nami koniec                | Cherie Nowlan       | Aaron Korsh, Daniel Arkin, Genevieve Sparling | 30 lipca 2014          | 8 października 2015        |
| 52 | 8  | Exposure                    | Dekonspiracja                | John Scott          | Justin Peacock                                | 6 sierpnia 2014        | 8 października 2015        |
| 53 | 9  | Gone                        | Odejście                     | James Whitmore, Jr. | Kyle Long                                     | 13 sierpnia 2014       | 15 października 2015       |
| 54 | 10 | This is Rome                | Gladiatorzy                  | Roger Kumble        | Chris Downey                                  | 20 sierpnia 2014       | 15 października 2015       |
| 55 | 11 | Enough Is Enough            | Miarka się przebrała         | Gabriel Macht       | Nora Zuckerman, Lilla Zuckerman               | 28 stycznia 2015       | 22 października 2015       |
| 56 | 12 | Respect                     | Szacunek                     | Anton Cropper       | Genevieve Sparling                            | 4 lutego 2015          | 22 października 2015       |
| 57 | 13 | Fork in the Road            | Na rozdrożu                  | Michael Smith       | Rick Muirragui                                | 11 lutego 2015         | 29 października 2015       |
| 58 | 14 | Derailed                    | Wykolejenie                  | Patrick J. Adams    | Justin Peacock, Kyle Long                     | 18 lutego 2015         | 29 października 2015       |
| 59 | 15 | Intent                      | Zamiar                       | Silver Tree         | Daniel Arkin                                  | 25 lutego 2015         | 5 listopada 2015           |
| 60 | 16 | Not Just a Pretty Face      | Więcej niż ładna buzia       | Anton Cropper       | Aaron Korsh                                   | 4 marca 2015           | 5 listopada 2015           |

## Sezon 5 (2015-2016)
11 sierpnia 2014 roku, stacja USA Network zamówiła 5 sezon serialu. Podczas emisji serialu przez Canal+Seriale tytuły odcinków nie zostały przetłumaczone.
| Nr | #  | Tytuł             | Polski tytuł       | Reżyseria        | Scenariusz                             | Premiera (USA Network) | Premiera w Polsce (Canal+ Seriale) |
| -- | -- | ----------------- | ------------------ | ---------------- | -------------------------------------- | ---------------------- | ---------------------------------- |
| 61 | 1  | Denial            | Denial             | Anton Cropper    | Aaron Korsh                            | 24 czerwca 2015        | 10 lipca 2016                      |
| 62 | 2  | Compensation      | Wynagrodzenie      | Michael Smith    | Rick Muirragui                         | 1 lipca 2015           | 10 lipca 2016                      |
| 63 | 3  | No Refills        | Dylemat            | Anton Cropper    | Chris Downey                           | 8 lipca 2015           | 17 lipca 2016                      |
| 64 | 4  | No Puedo Hacerlo  | No puedo hacerlo   | Silver Tree      | Genevieve Sparling                     | 15 lipca 2015          | 17 lipca 2016                      |
| 65 | 5  | Toe to Toe        | Jeden na jednego   | Kevin Bray       | Nora Zuckerman, Lilla Zuckerman        | 22 lipca 2015          | 24 lipca 2016                      |
| 66 | 6  | Privilege         | Prawo do poufności | Michael Smith    | Kyle Long                              | 29 lipca 2015          | 24 lipca 2016                      |
| 67 | 7  | Hitting Home      | Czuły punkt        | Roger Kumble     | Sharyn Rothstein                       | 5 sierpnia 2015        | 31 lipca 2016                      |
| 68 | 8  | Mea Culpa         | Mea culpa          | Kate Dennis      | Daniel Arkin                           | 12 sierpnia 2015       | 31 lipca 2016                      |
| 69 | 9  | Uninvited Guests  | Nieproszeni goście | Silver Tree      | Chris Downey                           | 19 sierpnia 2015       | 7 sierpnia 2016                    |
| 70 | 10 | Faith             | Wiara              | Anton Cropper    | Genevieve Sparling                     | 26 sierpnia 2015       | 7 sierpnia 2016                    |
| 70 | 11 | Blowback          | Przyparty do muru  | Cherie Nowlan    | Nora Zuckerman, Lilla Zuckerman        | 27 stycznia 2016       | 14 sierpnia 2016                   |
| 72 | 12 | Live to Fight     | Żyć, by walczyć... | Rob Seidenglanz  | Sharyn Rothstein                       | 3 lutego 2016          | 14 sierpnia 2016                   |
| 73 | 13 | God's Green Earth | Nie ma opcji       | Anton Cropper    | Genevieve Sparling, Sandra Silverstein | 10 lutego 2016         | 21 sierpnia 2016                   |
| 74 | 14 | Self Defense      | Samoobrona         | Patrick J. Adams | Kyle Long                              | 17 lutego 2016         | 21 sierpnia 2016                   |
| 75 | 15 | Tick Tock         | Wyścig z czasem    | Roger Kumble     | Daniel Arkin                           | 24 lutego 2016         | 28 sierpnia 2016                   |
| 76 | 16 | 25th Hour         | 25 godzina         | Anton Cropper    | Aaron Korsh                            | 2 marca 2016           | 28 sierpnia 2016                   |

## Sezon 6 (2016-2017)
2 lipca 2015 roku, stacja USA Network zamówiła 6 sezon serialu. Podczas emisji serialu przez Canal+Seriale, tytuły odcinków nie zostały przetłumaczone.
| Nr | #  | Tytuł                   | Polski tytuł           | Reżyseria           | Scenariusz                           | Premiera (USA Network) | Premiera w Polsce (Canal+ Seriale) |
| -- | -- | ----------------------- | ---------------------- | ------------------- | ------------------------------------ | ---------------------- | ---------------------------------- |
| 77 | 1  | To Trouble              | Toast za kłopoty       | Silver Tree         | Aaron Korsh                          | 13 lipca 2016          | 2 maja 2017                        |
| 78 | 2  | Accounts Payable        | Czas zapłaty           | Michael Smith       | Ethan Drogin                         | 20 lipca 2016          | 2 maja 2017                        |
| 79 | 3  | Back on the Map         | Powrót go gry          | Cherie Nowlan       | Rick Muirragui                       | 27 lipca 2016          | 9 maja 2017                        |
| 80 | 4  | Turn                    | Donos                  | Christopher Misiano | Daniel Arkin                         | 3 sierpnia 2016        | 9 maja 2017                        |
| 81 | 5  | Trust                   | Zaufanie               | Kate Dennis         | Kyle Long                            | 10 sierpnia 2016       | 16 maja 2017                       |
| 82 | 6  | Spain                   | Hiszpania              | Silver Tree         | Genevieve Sparling                   | 17 sierpnia 2016       | 16 maja 2017                       |
| 83 | 7  | Shake the Trees         | Przetrząsanie krzaków  | Anton Cropper       | Rick Muirragui, Sandra Silverstein   | 24 sierpnia 2016       | 23 maja 2017                       |
| 84 | 8  | Borrowed Time           | Czas się kończy        | Gabriel Macht       | Sharyn Rothstein                     | 31 sierpnia 2016       | 23 maja 2017                       |
| 85 | 9  | The Hand That Feeds You | Ręka, która karmi      | Roger Kumble        | Daniel Arkin                         | 7 września 2016        | 30 maja 2017                       |
| 86 | 10 | P.S.L.                  | Pearson Specter Litt   | Kevin Bray          | Aaron Korsh, Genevieve Sparling      | 14 września 2016       | 30 maja 2017                       |
| 87 | 11 | She's Gone              | Ona odeszła            | Patrick J. Adams    | Aaron Korsh, Rick Muirragui          | 25 stycznia 2017       | 6 czerwca 2017                     |
| 88 | 12 | The Painting            | Obraz                  | Gregor Jordan       | Sharyn Rothstein, Sandra Silverstein | 1 lutego 2017          | 6 czerwca 2017                     |
| 89 | 13 | Teeth, Nose, Teeth      | Zęby, nos, zęby        | Silver Tree         | Kyle Long                            | 8 lutego 2017          | 13 czerwca 2017                    |
| 90 | 14 | Admission of Guilt      | Przyznanie się do winy | Michael Smith       | Ethan Drogin                         | 15 lutego 2017         | 13 czerwca 2017                    |
| 91 | 15 | Quid Pro Quo            | Quid Pro Quo           | Maurice Marable     | Aaron Korsh, Daniel Arkin            | 22 lutego 2017         | 20 czerwca 2017                    |
| 92 | 16 | Character and Fitness   | Komisja Etyki          | Roger Kumble        | Genevieve Sparling                   | 1 marca 2017           | 20 czerwca 2017                    |

## Sezon 7 (2017-2018)
Dnia 9 sierpnia 2016 roku, stacja USA Network zamówiła 7 sezon serialu.
| Nr                                                                                       | #  | Tytuł              | Polski tytuł          | Reżyseria           | Scenariusz                     | Premiera (USA Network) | Premiera w Polsce (Netflix Polska) |
| ---------------------------------------------------------------------------------------- | -- | ------------------ | --------------------- | ------------------- | ------------------------------ | ---------------------- | ---------------------------------- |
| 93                                                                                       | 1  | Skin in the Game   | Pełne zaangażowanie   | Silver Tree         | Aaron Korsh                    | 12 lipca 2017          | 12 lipca 2019                      |
| 94                                                                                       | 2  | The Statue         | Posag                 | Michael Smith       | Genevieve Sparling             | 19 lipca 2017          | 12 lipca 2019                      |
| 95                                                                                       | 3  | Mudmare            | Błotny koszmar        | Maurice Marable     | Sharyn Rothstein               | 26 lipca 2017          | 12 lipca 2019                      |
| 96                                                                                       | 4  | Divide and Conquer | Dziel i rządź         | Anton Cropper       | Daniel Arkin                   | 2 sierpnia 2017        | 12 lipca 2019                      |
| 97                                                                                       | 5  | Brooklyn Housing   | Brooklyn Housing      | Roger Kumble        | Marshall Knight, Rob LaMorgese | 9 sierpnia 2017        | 12 lipca 2019                      |
| 98                                                                                       | 6  | Home to Roost      | Życia poza pracą      | Valerie Weiss       | Sandra Silverstein             | 16 sierpnia 2017       | 12 lipca 2019                      |
| 99                                                                                       | 7  | Full Disclosure    | Ujawnienie            | Cherie Nowlan       | Ethan Drogin                   | 23 sierpnia 2017       | 12 lipca 2019                      |
| 100                                                                                      | 8  | 100                | 100                   | Patrick J. Adams    | Rick Muirragui                 | 30 sierpnia 2017       | 12 lipca 2019                      |
| 101                                                                                      | 9  | Shame              | Wstyd                 | Silver Tree         | Sharyn Rothstein               | 6 września 2017        | 12 lipca 2019                      |
| 102                                                                                      | 10 | Donna              | Donna                 | Michael Smith       | Genevieve Sparling             | 13 września 2017       | 12 lipca 2019                      |
| 103                                                                                      | 11 | Hard Truths        | Niełatwa prawda       | Christopher Misiano | Ethan Drogin                   | 28 marca 2018          | 28 marca 2020                      |
| 104                                                                                      | 12 | Bad Man            | Niegrzeczny mężczyzna | Roger Kumble        | Rick Muirragui                 | 4 kwietnia 2018        | 28 marca 2020                      |
| 105                                                                                      | 13 | Inevitable         | Nieuniknione          | Christopher Misiano | Genevieve Sparling             | 11 kwietnia 2018       | 28 marca 2020                      |
| 106                                                                                      | 14 | Pulling the Goalie | Bramka wolna          | Emile Levisetti     | Aaron Korsh, Sharyn Rothstein  | 18 kwietnia 2018       | 28 marca 2020                      |
| 107                                                                                      | 15 | Tiny Violin        | Kuranty               | Christopher Misiano | Aaron Korsh, Daniel Arkin      | 25 kwietnia 2018       | 28 marca 2020                      |
| 108                                                                                      | 16 | Good-Bye           | Pożegnanie            | Anton L. Cropper    | Aaron Korsh, Daniel Arkin      | 25 kwietnia 2018       | 28 marca 2020                      |
| Odcinek jest jednocześnie odcinkiem pilotowym serialu Pearson – spin-offu W garniturach. |    |                    |                       |                     |                                |                        |                                    |

## Sezon 8 (2018-2019)
| Nr  | #  | Tytuł                        | Polski tytuł                | Reżyseria           | Scenariusz                                    | Premiera (USA Network) | Premiera w Polsce (Netflix Polska) |
| --- | -- | ---------------------------- | --------------------------- | ------------------- | --------------------------------------------- | ---------------------- | ---------------------------------- |
| 109 | 1  | Right-Hand Man               | Człowiek Zane's             | Christopher Misiano | Aaron Korsh                                   | 18 lipca 2018          | 18 lipca 2020                      |
| 110 | 2  | Pecking Order                | Kto tu rządzi               | Michael Smith       | Genevieve Sparling                            | 25 lipca 2018          | 18 lipca 2020                      |
| 111 | 3  | Promises, Promises           | Obietnice                   | Roger Kumble        | Rob LaMorgese, Marshall Knight                | 1 sierpnia 2018        | 18 lipca 2020                      |
| 112 | 4  | Revenue Per Square Foot      | Dochód na metr kwadratowy   | Michael Smith       | Ethan Drogin                                  | 8 sierpnia 2018        | 18 lipca 2020                      |
| 113 | 5  | Good Mudding                 | Dzień błotny                | Valerie Weiss       | Sharyn Rothstein                              | 15 sierpnia 2018       | 18 lipca 2020                      |
| 114 | 6  | Cats, Ballet, Harvey Specter | Koty, balet, Harvey Specter | Emile Levisetti     | Garrett Schabb                                | 22 sierpnia 2018       | 18 lipca 2020                      |
| 115 | 7  | Sour Grapes                  | Kwaśne winogrona            | Gabriel Macht       | Ian Deitchman, Kristin Robinson               | 29 sierpnia 2018       | 18 lipca 2020                      |
| 116 | 8  | Coral Gables                 | Floryda                     | Christopher Misiano | Marshall Knight, Rob LaMorgese                | 5 września 2018        | 18 lipca 2020                      |
| 117 | 9  | Motion to Delay              | Wniosek o odroczenie        | Christopher Misiano | Aaron Korsh, Genevieve Sparling               | 12 września 2018       | 18 lipca 2020                      |
| 118 | 10 | Managing Partner             | Partner zarządzający        | Silver Tree         | Aaron Korsh, Ethan Drogin                     | 19 września 2018       | 18 lipca 2020                      |
| 119 | 11 | Rocky 8                      | Rocky 8                     | Roger Kumble        | Michael L. Kramer                             | 23 stycznia 2019       | 23 stycznia 2021                   |
| 120 | 12 | Whale Hunt                   | Polowanie na wieloryba      | Valerie Weiss       | Ian Deitchman, Kristin Robinson               | 30 stycznia 2019       | 23 stycznia 2021                   |
| 121 | 13 | The Greater Good             | Wyższe dobro                | Darren Grant        | Garrett Schabb                                | 6 lutego 2019          | 23 stycznia 2021                   |
| 122 | 14 | Peas in a Pod                | Krople wody                 | Christopher Misiano | Sharyn Rothstein, Jordan Pomaville            | 13 lutego 2019         | 23 stycznia 2021                   |
| 123 | 15 | Stalking Horse               | Przynęta                    | Chloe Domont        | Ethan Drogin, Genevieve Sparling              | 20 lutego 2019         | 23 stycznia 2021                   |
| 124 | 16 | Harvey                       | Harvey                      | Christopher Misiano | Aaron Korsh, Genevieve Sparling, Ethan Drogin | 27 lutego 2019         | 23 stycznia 2021                   |

## Sezon 9 (2019)
| Nr  | #  | Tytuł                | Polski tytuł            | Reżyseria             | Scenariusz                       | Premiera (USA Network) | Premiera w Polsce (Netflix Polska) |
| --- | -- | -------------------- | ----------------------- | --------------------- | -------------------------------- | ---------------------- | ---------------------------------- |
| 125 | 1  | Everything's Changed | Wszystko się zmieniło   | Christopher Misiano   | Aaron Korsh                      | 17 lipca 2019          | 17 lipca 2021                      |
| 126 | 2  | Special Master       | Pełnomocnik             | Michael Smith         | Genevieve Sparling               | 24 lipca 2019          | 17 lipca 2021                      |
| 127 | 3  | Windmills            | Wiatraki                | Gabriel Macht         | Marshall Knight, Rob LaMorgese   | 31 lipca 2019          | 17 lipca 2021                      |
| 128 | 4  | Cairo                | Kair                    | Anton Cropper         | Sharyn Rothstein                 | 7 sierpnia 2019        | 17 lipca 2021                      |
| 129 | 5  | If the Shoe Fits     | Jeśli pantofelek pasuje | Christopher Misiano   | Jeffrey M. Lee, Jordan Pomaville | 14 sierpnia 2019       | 17 lipca 2021                      |
| 130 | 6  | Whatever It Takes    | Za wszelką cenę         | Michael Smith         | Ethan Drogin                     | 21 sierpnia 2019       | 17 lipca 2021                      |
| 131 | 7  | Scenic Route         | Trasa widokowa          | Emile Levisetti       | Garrett Schabb                   | 4 września 2019        | 17 lipca 2021                      |
| 132 | 8  | Prisoner's Dilemma   | Dylemat więźnia         | Julian Holmes         | Ethan Drogin                     | 11 września 2019       | 17 lipca 2021                      |
| 133 | 9  | Thunder Away         | Gromy                   | Robert Duncan McNeill | Genevieve Sparling               | 18 września 2019       | 17 lipca 2021                      |
| 134 | 10 | One Last Con         | Ostatni przekręt        | Aaron Korsh           | Aaron Korsh                      | 25 września 2019       | 17 lipca 2021                      |

## Wydania DVD
| Sezon | Sezon | Odcinki | Wydania DVD      | Wydania DVD      | Wydania DVD          |
| Sezon | Sezon | Odcinki | Region 1         | Region 2         | Polska               |
| ----- | ----- | ------- | ---------------- | ---------------- | -------------------- |
|       | 1     | 12      | 1 maja 2012      | 30 kwietnia 2012 | 24 października 2013 |
|       | 2     | 16      | 28 maja 2013     | 13 maja 2013     | 24 października 2013 |
|       | 3     | 16      | 27 maja 2014     | 9 czerwca 2014   | 20 listopada 2014    |
|       | 4     | 16      | 28 kwietnia 2015 | 8 czerwca 2015   | brak danych          |
|       | 5     | 16      | brak danych      | brak danych      | brak danych          |
|       | 6     | 16      | brak danych      | brak danych      | brak danych          |
|       | 7     | 16      | brak danych      | brak danych      | brak danych          |